# Hiroki Nakada
Hiroki Nakada (中田 大貴 Nakada Hiroki?, nacido el 4 de noviembre de 1992 en Toyama, Toyama) es un futbolista japonés que se desempeña como centrocampista.

## Trayectoria

### Clubes
| Club               | País  | Año         |
| ------------------ | ----- | ----------- |
| Kataller Toyama    | Japón | 2014 - 2016 |
| Amitie SC Kyoto    | Japón | 2015        |
| Vanraure Hachinohe | Japón | 2017 -      |

## Estadística de carrera

### J. League
| Club            | Año   | J. League | J. League | Copa J. League | Copa J. League | Total | Total |
| Club            | Año   | Part.     | Goles     | Part.          | Goles          | Part. | Goles |
| --------------- | ----- | --------- | --------- | -------------- | -------------- | ----- | ----- |
| Kataller Toyama | 2014  | 1         | 0         | -              | -              | 1     | 0     |
| Kataller Toyama | 2015  | 0         | 0         | -              | -              | 0     | 0     |
| Kataller Toyama | 2016  | 2         | 0         | -              | -              | 2     | 0     |
| Total           | Total | 3         | 0         | 0              | 0              | 3     | 0     |